# Miladin Kozlina
Miladin Kozlina, né le 11 février 1983 à Celje, est un handballeur international slovène.
Il évolue au poste d'arrière gauche.

## Palmarès
Compétitions internationales
- Ligue des champions (1) : 2004
- Ligue SEHA (1) : 2014
  - Finaliste (1): 2012

Compétitions nationales
- Championnat de Slovénie (6) : 2004, 2005, 2006, 2007, 2008, 2010
- Coupe de Slovénie (4) : 2004, 2006, 2007, 2010
- Championnat de Macédoine (1) : 2012
- Coupe de Macédoine (2) : 2013, 2014